# Sonnenspiegel

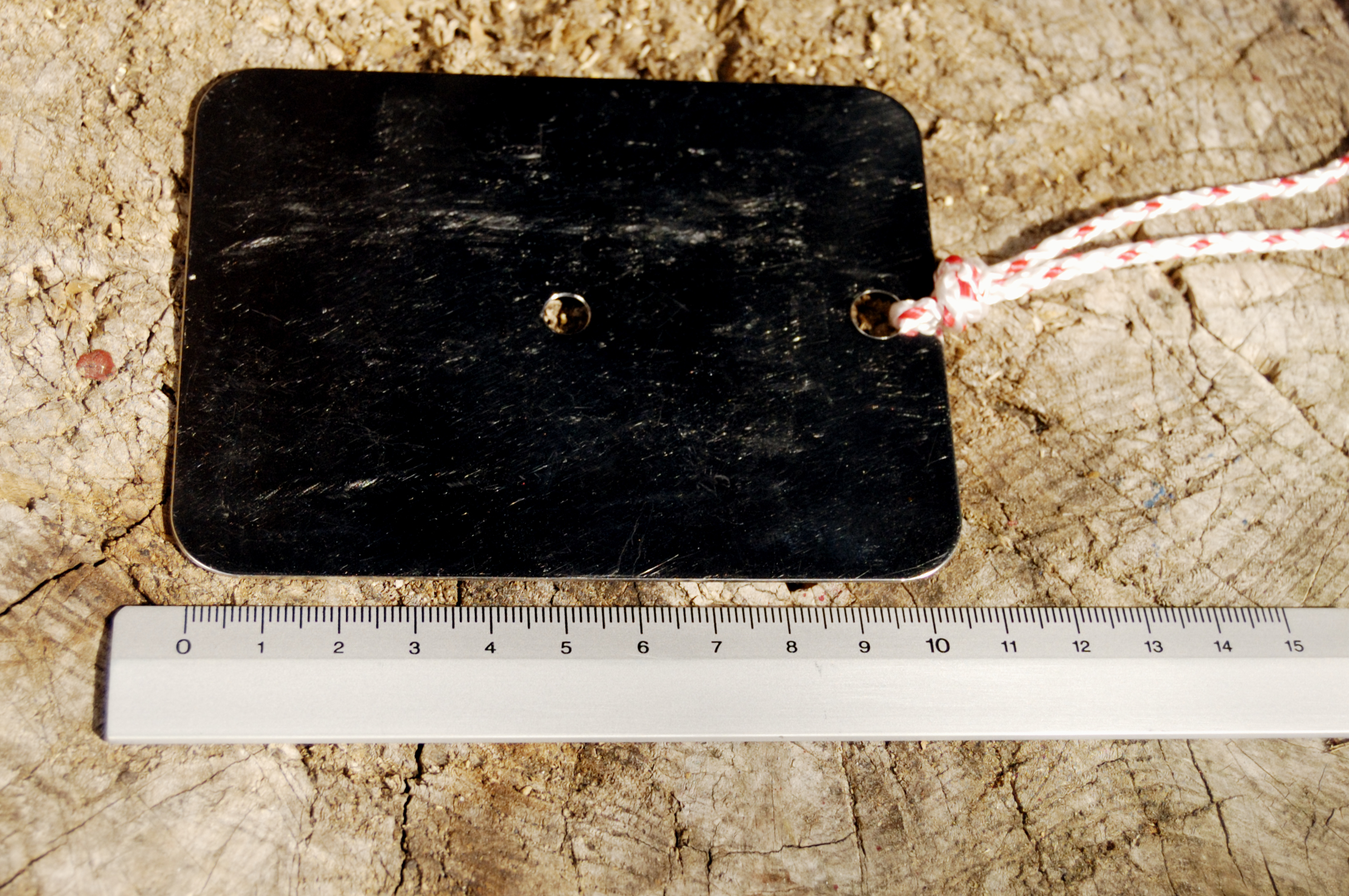
Ein Sonnenspiegel aus Metall mit einem zentralen Loch

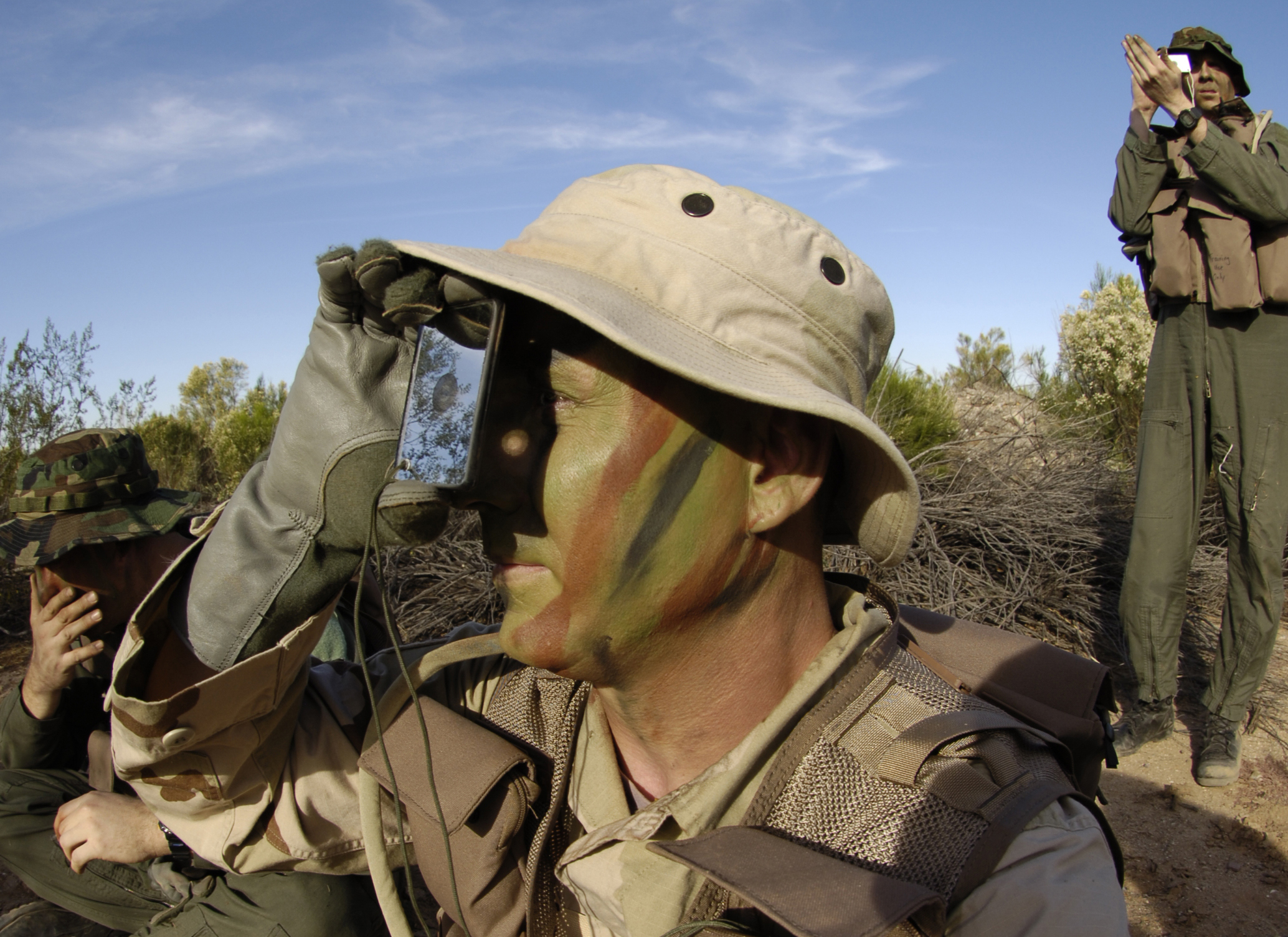
Militärische Anwendung in den USA

Ein Sonnenspiegel, auch Signalspiegel, ist eine einfache Form eines Heliographen, die dazu dient, durch Notsignale über große Distanz auf sich aufmerksam zu machen. Dabei spiegelt der Spiegel das Sonnenlicht in Richtung der Rettungskräfte. Sonnenspiegel sind meistens 5 × 8 Zentimeter groß (Scheckkartengröße) oder größer und robust gefertigt. Der Sonnenspiegel verfügt im Gegensatz zum Heliographen über keine Arretierung, sondern wird freihändig gehalten. Durch unwillkürliche kleinste Bewegungen der Hand kann der reflektierte Lichtstrahl nicht kontinuierlich auf das Ziel gehalten werden. Deswegen ist er nicht zur Abgabe spezifischer Signale geeignet, sondern erzeugt lediglich ein zufälliges Flackern. Anwendung findet der Sonnenspiegel im Schneesport zum Senden alpiner Notsignale und in der Hochseeschifffahrt.

## Anwendung
Da der auf das Ziel reflektierte Sonnenlichtfleck ab wenigen hundert Metern nicht mehr ausgemacht werden kann, ist eine Peilvorrichtung notwendig, um auch weit entfernte Zielpunkte zuverlässig anzublinken. Es haben sich verschiedene Ausführungen etabliert. Allen ist ein (mehr oder minder) zentrales Guckloch im Spiegel gemeinsam.
1. Bei der Peilstabmethode wird durch das Guckloch das Ziel über einen Peilstab anvisiert. Stimmen Guckloch, Peilstabspitze und Ziel überein und ist der Peilstab in das vom Spiegel reflektierte Sonnenlicht getaucht, bestreicht der Blinkstrahl auch das Ziel. Als Peilstab kann auch der Daumen der ausgestreckten freien Hand verwendet werden. Diese Technik muss beidhändig ausgeführt werden.
2. Bei beidseitig verspiegelten Spiegeln kann im Spiegelbild der Schatten des Spiegels und darin der Lichtpunkt des Guckloches (z. B. auf dem Gesicht des Benutzers) ausgemacht werden. Zum Anvisieren bringt man durch Drehen und Schwenken das Spiegelabbild des Lichtpunktes mit dem Guckloch in Deckung. Dadurch stimmen Reflexionsstrahl und Blickrichtung durch das Guckloch überein.
3. Eine dritte Ausführungsart verwendet ein im Guckloch angebrachtes Reflexgitter. Dieses ist mit Kristallen beschichtet, die retroreflektierend sind, d. h. Lichtstrahlen zu ihrer Lichtquelle zurückwerfen. Die unverspiegelte Rückseite des Spiegels im Guckloch reflektiert ebenfalls ein wenig Sonnenlicht, in die gleiche Richtung wie der übrige verspiegelte Bereich. Dieses Licht fällt auf das Reflexgitter und wird von den Kristallen in die entgegengesetzte Richtung zurückgeworfen. Ist der reflektierte Sonnenlichtstrahl so ausgerichtet, dass er in Verlängerung der Blickrichtung steht (also vom Auge aus auf das Ziel), treffen die von Gitter zurückgeworfenen Sonnenstrahlen auf das Auge und erscheinen im Guckloch als Lichtfleck, der dem anvisierten Ziel überlagert ist. Das zeigt dem Benutzer an, dass der von der Spiegelfläche reflektierte Lichtstrahl auf das Ziel fällt.

Korrekt ausgerichtet ist das Lichtsignal über viele Kilometer sichtbar, bei klarem Wetter theoretisch nur durch die Erdkrümmung begrenzt.
Ein englischer Rescue Flash hingegen ist ein Stroboskop als kleine Handlampe, die häufig an Schwimmwesten mitgeführt wird oder in Rettungsbooten, und die die Position eines Menschen auf dem Wasser in Seenot für Rettungskräfte kennzeichnen soll.